# 集群行为
集群行为，指的是：多个物种个体在不可预料、相对自发、无组织以及不稳定的状态下，对某一事物对其造成的共同影响或者刺激产生反应做出的事象行为。

## 定義
集群行为的思想最早来源于自然界，主要指一些能力不高的个体在某种形式的配合下，表现出超过个体能力而得以“倍增”的生物现象，如自然界的鸟群、鱼群、蚁群和蜂群等，它能帮助生物躲避天敌、增加寻觅到食物的可能性等。近年来，生物、物理、社会学、计算机和控制领域的学者对自然界的集群行为产生了浓厚的兴趣，并积极从各自领域去探索集群行为产生的原因。
从系统观点來看，集群行为具有适应性、鲁棒性、分散性和自组织性，可以从简单的局部规则涌现出协调的全局行为。

根據 Neil Smelser（1962）的說法，集體行為的現象意味著一種無法由同質靜態的再均衡機制及時化解的一種結構張力。當快速、大規模社會轉型的時代，新興的集體行為就具有雙重意含：一方面反應了在製造社會凝聚力時產生的無能為力;一方面反應了社會企圖透過共同信念的發展來因應危機情境，而也在新的共享信念的這種團體凝聚力，提共了一種新的基本條件。Neil Smelser把集體現象化約為個體行為的總和。